# Hilarempis smithii
Hilarempis smithii är en tvåvingeart som först beskrevs av Frederick Wollaston Hutton 1901.  Hilarempis smithii ingår i släktet Hilarempis och familjen dansflugor. Inga underarter finns listade i Catalogue of Life.